# Мелиса Сенейт
Мелиса Сенейт (на английски: Melissa Senate) е американска писателка на бестселъри в жанра чиклит и любовен роман. Пише под псевдонима Мег Максуел (Meg Maxwell) и като писател в сянка.

## Биография и творчество
Мелиса Сенейт е роден на 15 август 1965 г. в Ню Йорк, САЩ. Завършва университета в Бриджпорт. След дипломирането си в края на 80-те работи в продължение на 10 години като редактор на любовни романи и книги за юноши в издателство „Арлекин“, после две години е в „17th Street Productions/Alloy Entertainment“. В следващите години работи като писател, редактор на свободна практика и копирайтър.
Първият ѝ чиклит роман „See Jane Date“ е публикуван през 2001 г. През 2003 г. той е екранизиран в едноименната телевизионна комедия с участието на Чаризма Карпентър и Холи Мари Комбс.
На 30 август 2003 г. се омъжва за Адам Кемплер, директор на компания „JesseJames Creative“ за Интернет мрежи. Имат син – Макс.
През 2016 г. е издаден първият ѝ любовен роман „A Cowboy In The Kitchen“ от поредицата „Домашната кухня на Хърли“ под псевдонима Мег Максуел.
Произведенията на писателката са в повече от 25 страни по света.
Мелиса Сенейт живее със семейството си във Фалмут, Мейн.

## Произведения

### Като Мелиса Сенейт

#### Самостоятелни романи
- See Jane Date (2001)
- The Solomon Sisters Wise Up (2003)
- Whose Wedding Is It Anyway? (2004)
- The Breakup Club (2006)
- Theodora Twist (2006)
- Love You To Death (2007)
- Questions to Ask Before Marrying (2008)
- The Secret of Joy (2009)
- The Mosts (2010)
- The Love Goddess' Cooking School (2010)
Рецепти за любов, изд.: СББ Медиа, София (2014), прев. Таня Виронова

#### Участие в общи серии с други писатели

##### Серия „Мери-Кейт и Ашли Сюит 16“ (Mary-Kate and Ashley Sweet 16)
5. Starring You and Me (2003)
от серията има още 00 романа от различни автори

### Като Мег Максуел

#### Серия „Домашната кухня на Хърли“ (Hurley's Homestyle Kitchen)
1. A Cowboy In The Kitchen (2016)
2. The Detective's 8 Lb, 10 Oz Surprise (2016)
3. The Cowboy's Big Family Tree (2016)
4. The Cook's Secret Ingredient (2017)

### Екранизации
- See Jane Date (2003)